# Бахтадзе, Мамука
Мамука Гивиевич Бахтадзе (груз. მამუკა ბახტაძე; род. 9 июня 1982, Тбилиси, Грузинская ССР, СССР) — грузинский политический и государственный деятель. Премьер-министр Грузии (2018—2019). Министр финансов Грузии (2017—2018).

## Биография
Мамука Бахтадзе родился 9 июня 1982 года в Тбилиси. Родители — Гиви Бахтадзе и Манана Наниташвили. Окончил факультет микроэкономики и менеджмента Тбилисского государственного университета и магистратуру МГУ имени Ломоносова. Доктор технических наук. В течение четырёх лет возглавлял ЗАО «Грузинская железная дорога».
С 13 ноября 2017 года занимал пост министра финансов Грузии. 13 июня 2018 года премьер-министр Георгий Квирикашвили подал в отставку. 14 июня 2018 года на пост главы кабинета правящая партия «Грузинская мечта» представила кандидатуру Бахтадзе. 20 июня 2018 года депутаты парламента Грузии на внеочередном заседании в Кутаиси утвердили Бахтадзе и представленный им состав правительства. Большинство членов утверждённого правительства составляли члены прежнего кабинета министров. Главными приоритетами на посту председателя правительства Бахтадзе называл инвестиции в образование, а также евроинтеграцию, построение инновационной экономики и мирное урегулирование конфликтов.
Первый зарубежный визит Бахтадзе состоялся в Брюссель в июле 2018 года, во время которого он подтвердил на встречах с европейскими официальными лицами, что Грузия остается верной своим стремлениям к Европейскому союзу. В своем обращении к Генеральной Ассамблее ООН в сентябре 2018 года Бахтадзе осудил продолжающееся военное присутствие России в сепаратистских Абхазии и Южной Осетии и рассказал о новых мирных инициативах Грузии, предлагаемых этим образованиям.
Бахтадзе обнародовал различные планы экономических и политических реформ в 2018 году, в том числе в системе образования и связанных с зеленой экономикой, включая политику чистого транспорта. Он участвовал в кампании в поддержку кандидатуры Саломе Зурабишвили на пост президента Грузии и приветствовал ее избрание как «победу демократии» в ноябре 2018 года.
2 сентября 2019 года Бахтадзе подал в отставку с должности премьер-министра. В письме, опубликованном на Facebook, он заявил, что «решил уйти в отставку, потому что считаю, что выполнил свою миссию на данный момент». На следующий день кандидатом на пост премьера правящая партия выдвинула министра внутренних дел Георгия Гахарию.
Женат на Яне Кокоулиной, у них трое детей.